# Periwinkle
Periwinkle er en amerikansk stumfilm fra 1917 af James Kirkwood.

## Medvirkende
- Mary Miles Minter som Periwinkle
- George Fisher som Richard Langdon Evans
- Arthur Howard som Jim Curran
- Clarence Burton som Sam Coffin
- Allan Forrest som Ira